# 杜宏
杜宏（1455年—？），字淵之，河南開封府許州臨潁縣人，民籍，明朝政治人物。

## 生平
河南鄉試第十八名舉人。弘治三年（1490年）中式庚戌科會試第二百九十六名，三甲第一百四十二名進士。任阜城縣知縣，以內艱去，服闕補山陰，召為監察御史。

## 家族
曾祖杜興；祖父杜賢；父杜瑄，母宋氏。具庆下。